# 軌道連続更新機
軌道連続更新機（きどうれんぞくこうしんき）とは連続的に枕木を交換する保線機械である。

## 概要
傷んだ枕木を新しい枕木に交換する作業は重労働であり、特に交換本数が多いと困難な作業である。作業を機械化をすることで省力化を図るために開発された保線機械である。応用すると改軌作業（2本のレール同士の幅を変更すること、作業内容の大半は枕木の交換）にも利用できる。

### JR東日本
米国フェアモント・タンパー社の「PONY（ポニー）」をモデルに日本向けの仕様に製作した「ビッグワンダー」が秋田新幹線および山形新幹線の山形駅 - 新庄駅間の改軌で使用された。国内での作業後の2000年（平成12年）、タイ国鉄南線BanKrut（バンクラット）- Chaiya（チャイヤ）間237 kmの軌道改修工事（PC枕木化、ロングレール化）で利用するために仲介商社へ有償譲渡された。

### JR西日本
2016年（平成28年）、逸脱防止ガードの設置に伴う枕木交換作業の省力化を目的に、JR西日本がオーストリアのプラッサー&トイラー社から「新幹線用まくらぎ交換機編成」の名称で導入した。「まくらぎ交換機構（SES170）」「軌道整備機構（09-16CSM）」「道床整理機構（SFM20）」の3つの編成からなっており、バラストの一時撤去、まくらぎ交換、レールの再締結、バラストの再散布、突き固め・軌道整正を行う。1日の交換本数は200本で、人力とバックホーによる従来工法と比較して5倍まで高められる。